# 의순

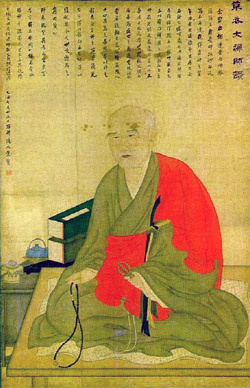

의순(意恂: 1786년 5월 2일(음력 4월 5일)~ 1866년 9월 10일(음력 8월 2일))은 조선 후기의 승려이다. 호는 초의(草衣), 성은 장(張), 자는 중부(中孚)이다.

## 생애
15세에 병으로 죽을 고비를 넘긴 뒤 남평(南平) 운흥사(雲興寺)에서 승려가 되어 금담(金潭)에게서 선(禪)을 닦고, 윤우(倫佑)의 법을 이어받았다. 산스크리트어 및 신상(神像: 신령의 화상이나 초상)에 능했고, 정약용에게서 유학과 시문(詩文)을 배웠다.
신위(申緯) · 김정희(金正喜) 등과 사귀면서 해남의 두륜산(頭輪山)에 일지암(一枝庵)을 짓고 40년간 지관(止觀)을 닦았다.
서울 봉은사(奉恩寺)에서 《화엄경》을 새길 때 증사(證師)가 되었고, 달마산(達摩山) 무량회(無量會)가 창립되자 강석(講席)을 주재하였다.
의순은 자신의 저서 《선문사변만어(禪門四辨漫語)》를 통해 긍선(亘璇)의 《선문수경》의 주장을 반박하여, 여래선 이외에 의리선이 따로 있을 수 없으니 두 가지 선밖에 없다는 입장을 취하였다.

## 업적
초의 스님은 해남 대흥사(大興寺)에 오랫동안 주석하면서 조선 후기를 대표하는 대선사로서 선의 법맥을 이어 갔다. 시(詩)·서(書)·화(畵)·다(茶)에 뛰어나 사절(四絶)이라 불렸는데, 특히 그림을 잘 그려 불화나 인물화 등 대흥사에 있는 그림은 거의 대부분 초의 스님이 그렸을 정도였다고 한다. 스님은 남종화의 거두인 소치 허유를 길러 내기도 했다.
초의 스님은 ‘한국의 다승’으로 우리나라의 다도를 정립했다. 대흥사를 중심으로 직접 차를 기르고 좋은 종자를 개발하는 데도 힘써 그 지역을 차 문화의 중심지로 만들었다. 또한 ＜동다송(東茶頌)＞과 ＜다신전(茶神傳)＞을 비롯해 수많은 다시(茶詩)를 지어 다도의 이론적 확립을 모색했다. 스님의 선 사상 역시 다선삼매(茶禪三昧)라는 명칭이 붙을 정도였으니, 스님에게 있어 차는 “불가의 오랜 음다풍(飮茶風)을 넘어서서 예술과 선 수행의 경지로까지 승화했다”는 말로 표현할 수 있겠다.
초의 스님은 뛰어난 시승(詩僧)이기도 했다. 초의 스님의 시는 ‘맑고 심오하고 소순기를 벗었으며 담백하면서도 높은 뜻과 격조를 갖추었다’는 평가를 받았다. 여기서 선사의 시풍이 맑고 깨끗하며 그윽하다는 것은 불가(佛家) 한시의 주류적 시풍, 즉 언외지지(言外之旨)를 강조한 직관주의 시학의 전통과 맥이 닿아 있다고 할 수 있다.
또한 초의 스님은 두릉시사(杜陵詩社)의 일원으로 활동했다. 두릉시사의 구성원은 유산(酉山) 정학연(丁學淵), 운포(耘逋) 정학유(丁學游), 진재(眞齋) 박종림(朴鍾林), 광산(匡山) 박종유(朴鍾儒) 등이다. 이외에도 ≪초의시고≫에는 연사(蓮社), 청량사(淸凉寺) 모임 등등 많은 모임명이 나오는데, 거기에 등장하는 문사들의 수를 세어 보면 전체적으로 37명에 달한다. 40여 년을 국토의 최남단 해남 땅 대흥사 일지암(一枝庵)에서 주석한 것에 비해 많은 인물들과의 잦은 만남이라 여겨진다. 이 역시 스님의 인품과 빼어난 문학적 재능을 반증한다고 볼 수 있다.

## 주요 저서
- 《초의집(草衣集)》
- 《선문사변만어(禪門四辨漫語)》
- 《이선내의(二禪來義)》

## 같이 보기
- 조선 말기의 선론
- 긍선
- 홍기
- 유형
- 서진하

## 참고 문헌
- 이 문서에는 다음커뮤니케이션(현 카카오)에서 GFDL 또는 CC-SA 라이선스로 배포한 글로벌 세계대백과사전의 내용을 기초로 작성된 글이 포함되어 있습니다.